# Erdsittiche
Die Erdsittiche (Pezoporus) sind eine australische Papageiengattung. Sie besteht aus dem Höhlensittich (Pezoporus occidentalis) und dem Erdsittich (Pezoporus wallicus).

## Merkmale
Erdsittiche sind mit einer durchschnittlichen Länge von 25–30 Zentimeter mittelgroße Papageienarten. Hauptmerkmal der Erdsittiche ist der grüne Körper, welcher mit schwarzen Querwellen überzogen ist. Diese entstehen durch die breite schwarze Säumung der Federn. Außerdem sind das Gefieder der Bauchseite, Teile der Flügel und Teile der Schwanzfedern gelblich. Weiterhin sind gemeinsame Merkmale der dunkelgraue Schnabel, die graue Nasenhaut, die hellbraunen Beine sowie der dicke Kopf. Nur der Erdsittich und der Westliche Erdsittich haben eine rote Stirn.

## Verbreitung

Verbreitungsgebiete der Erdsittich-Unterarten und des Nachtsittichs

Die Gattung besiedelt den australischen Kontinent überwiegend an den südlichen Küsten, sowie das westliche Tasmanien.

## Systematik
Die Gattung wird als Teil der Tribus Platycercini, oder alternativ als Unterfamilie Pezoporinae innerhalb der monotypischen Tribus Pezoporini betrachtet. Die nächsten Verwandten sind die Grassittiche (Neophema) und vermutlich der Wellensittich (Melopsittacus undulatus). Jüngere Forschungsergebnisse geben zur Vermutung Anlass, dass diese Gattung nicht in eine eigene Tribus gehört, sondern zur Tribus Platycercini.
- Erdsittich (Pezoporus wallicus)
  - Pezoporus wallicus wallicus
  - Pezoporus wallicus leachi
  - Pezoporus wallicus flaviventris
- Höhlensittich (Pezoporus occidentalis)